# Madeleine Berthod
Madeleine Berthod (n. 1 februarie 1931, Château-d’Oex⁠(d), cantonul Vaud, Elveția) este o schioară alpină ce a reprezentat Elveția, medaliată olimpică. A participat la două ediții ale Jocurilor Olimpice (1952, 1956) în care a câștigat o medalie de aur.